# Bučmani, tepke in zaklad
Bučmani, tepke in zaklad je mladinska povest, ki jo je napisal Ivan Malavašič. Izdana je bila leta 2006 pri založbi Koščak.

## Vsebina
Druščina otrok treh družin (Cestarjevih, Bezgovih in Bregarjevih) so se domislili, da raziščejo jamo, ki je bila nad vasjo Robidnica. Vsakič znova in znova je bilo kaj, tako da nikoli niso raziskali oz. našli tisto, kar so želeli – zaklad. Našli pa so nož, cunjo, pod katero je ležala puška, in bombe. Po zadnjem obisku jame jim je Erazem, na pogled jamski človek, pojasnil, da imajo zaklad oni sami - to so njihove roke, pamet, zdravje in pošteno srce. Na poti proti domu so ugotovili, da ves ta čas, ki so ga porabili za odkrivanje zaklada, le ni bil vržen stran. Spoznali so, da je zaklad nenazadnje res tam, kjer ga človek ne pričakuje – v njih samih.

## Analiza
Bučmani, tepke in zaklad je mladinska povest iz podeželja. Dogaja se v sedemdesetih letih dvajsetega stoletja v vasi Robidnica. Pomemben kraj dogajanja je jama, ki je na hribu nad vasjo in pa Bregarjev kozolec, kjer se je druščina otrok pogosto sestajala. V zgodbi nastopajo otroci treh družin: družine Cestarjevih, Bezgovih in Bregarjevih. Zaklad jim je pokazal človek, ki so se ga bali in ga imeli celo za svojega sovražnika - Erazem. 
Pripovedovalec je pisatelj sam. 

## Literarni liki
V zgodbi nastopa veliko literarnih likov, med glavnimi pa je Erazem. Bil je samotarski človek in umetnik – pisal je pesmi. 

Ostali literarni liki so družina Cestarjevih: otroci Micka, Metod in Pavle ter ata Tine, mama Marta in stari oče Miha; družina Bezgovih: otroci Janko, Metka in Tinče ter ata Janez, mama Rezka, stara mati Špela in stari oče Matevž; družina Bregarjevih: otroci Marko, Slavka in Marica ter ata Gašper in mama Francka ter gospod Lipar.